# Himmelbach (Glatt)
Der Himmelbach ist ein rechter Zufluss der Glatt im Bereich des Rümlanger Rieds, dem Standort des heutigen Flughafens Zürich. Der Abschnitt oberhalb des Goldentors heisst auch Brunnbach, der alte Oberlauf bis zum Waffenplatz Kloten-Bülach trägt den Namen Ruebisbach, dessen oberster Teil wiederum als Schlattbächli bezeichnet wird. Während des 20. Jahrhunderts wurde der Verlauf des Baches im Zuge der Trockenlegung grosser Teile des Moors mehrfach stark verändert; durch die in den 1970er Jahren erfolgte Einleitung von Wasser aus dem Altbach hat sich ausserdem das Einzugsgebiet des Himmelbachs erheblich vergrössert. 

## Geographie

### Verlauf
Das Schlattbächli hat seine Quelle westlich vom Weiler Gerlisberg im Norden von Kloten. Er durchfliesst Wald in westliche Richtung und nimmt beim Friedhof einen von Augwil herkommenden Bach auf. Von hier an wird er Ruebisbach genannt. Auf Höhe der Strasse nach Lufingen mündet von rechts der Buehalmbach ein. Er durchfliesst die nördlichen Gebiete Klotens und unterquert die Hauptstrasse 4 und die Autobahn A51.
Nach der Vereinigung des Ruebisbachs mit dem vom Altbach kommenden Kanal nahe der Kaserne Kloten folgt der Brunnbach heute der nordöstlichen Seite des Flughafens an der östlichen Talsohle des Glatttals parallel in einem Abstand von rund anderthalb bis zwei Kilometern zur jenseits des Pistengeländes gelegenen Glatt.
Früher wandte er sich nach dem Goldentor – einem kleinen Feuchtgebiet auf dem Waffenplatzgelände – als Himmelbach gegen Westen und führte entlang der Grenze zur Gemeinde Winkel ins Niedertann, wo er sich in auf Rümlanger Gebiet in den Glattfluss ergoss. Von diesem Bachlauf sind seit dem Bau des Flughafens nur noch zwei Abschnitte erhalten, einer davon am ehemaligen Unterlauf im heutigen Naturschutzgebiet Altläufe der Glatt. Bis zum Bau der V-Piste wurde der Himmelbach in weitem Bogen durch das heutige Rietholz geführt, dessen verbliebener Rest nun als Alter Himmelbach diesen Teil des Riedes entwässert.
Der heutige Himmelbach verläuft dagegen in gerader Linie vom Goldentor weiter nach Nordwesten, nimmt zwei von Rüti kommende Zuflüsse auf, unterquert nach seiner Vereinigung mit dem Saumgraben die Pisten in südöstlicher Richtung und mündet schliesslich bei Oberglatt auf 414 m ü. M. Der Abschnitt von der Vereinigung mit dem Saumgraben bis zur Mündung erfuhr auch immer wieder Veränderungen, entspricht im Wesentlichen aber dem alten Lauf des Saumgrabens, der früher an dieser Stelle in die Glatt mündete.

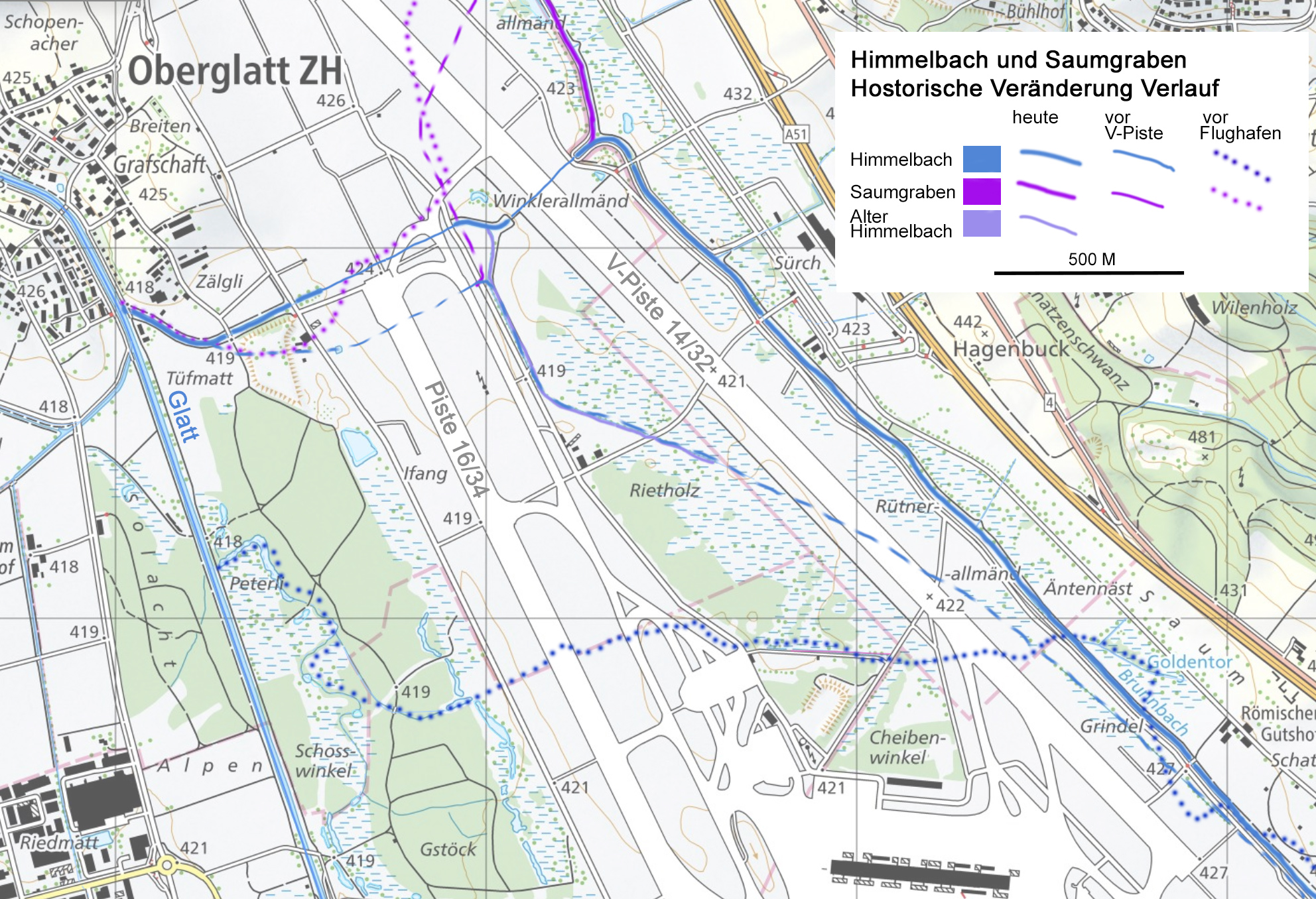
Karte der Änderungen im Verlauf des Himmelbachs zwischen Kloten und Glattbrugg im Gebiet des Flughafens Zürich im Verlauf der Zeit

### Einzugsgebiet
Das Einzugsgebiet des Himmelbachs misst 41,1 km², nach anderen Angaben auch 38,2 km², wovon 46 % landwirtschaftliche Fläche, 29,6 % bebaute Fläche und 24,3 % naturnahe Fläche und Waldgebiet sind. Der höchste Punkt wird mit 630 m ü. M. bei Hofacher in Brütten erreicht, die durchschnittliche Höhe beträgt 498 m ü. M.